# Cis grossus
Cis grossus es una especie de coleóptero de la familia Ciidae.

## Distribución geográfica
Habita en la Guayana Británica.